# Jour du souvenir acadien
Le Jour du souvenir acadien commémore le naufrage de trois navires survenus les 12, 13 et 16 décembre 1758 où 850 personnes sont décédées. Cette journée a lieu le 13 décembre de chaque année. Ce fut le jour de la Déportation où le plus d'Acadiens sont morts.

## Historique
Le Jour du souvenir acadien commémore le naufrage du Violet et du Duke William, ayant eu lieu respectivement le 12 et le 13 décembre 1758, durant la déportation des Acadiens. Il commémore également celui du Ruby, survenu quelques jours plus tard. Ces trois navires avaient comme passager des Acadiens de l'île Saint-Jean, l'actuelle Île-du-Prince-Édouard.
En tout, 850 Acadiens sont décédés. Le naufrage du Duke William a causé le plus de pertes en emportant 362 passagers.

## Commémoration
En 2000, le généalogiste Stephen White propose que le 13 décembre, jour du naufrage du Duke William, soit reconnu comme le Jour du souvenir acadien. La première célébration a lieu en 2004 à la chapelle de l'Université de Moncton, au Nouveau-Brunswick. La première commémoration à l'Île-du-Prince-Édouard a lieu en 2008 à Port-la-Joye, à l'occasion du 250e anniversaire de la déportation. Il est de mise de porter un brassard noir.